# 朝鮮民主主義人民共和国の文化
朝鮮民主主義人民共和国の文化は基本的に、同一民族が住んでいる大韓民国の文化と共通するものが多い。衣装は朝鮮服、食べ物は平壌冷麺や朝鮮人参が有名である。

## 朝鮮民主主義人民共和国における「文化」の規定
社会発展の行程で人類が創造した物質的および精神的な富の総体。 文化は「社会発展の毎段階」で成し遂げられた科学と技術、文学と芸術、道徳と風習などの発展水準を反映する。 文化は、社会生活のどのような領域を反映するかによって、物質文化と精神文化とに区分される。 各国の文化は、自国の「固有の民族的特性」を持っており、階級社会で文化は階級的性格を帯びる。

## 主体文芸理論
北朝鮮において真の芸術は、「時代の要求と人民大衆の指向を正しく反映し、人々に生活の本質と美しさ、社会発展の合法則性を明らかにするのに寄与する」芸術である。 北朝鮮では、人間の社会的階級を中心に美しさを評価する。北朝鮮式美学によると、美しさは事物そのものにあるのではなく、人間の自主的な要求と指向に合うからである。 主体思想によれば、人間は基本的に自主性に基づいた要求と指向を持っており、人間の利益に勝るものはない。 事物は人間が必要とする時、そしてその必要に合う時に美しいものになる。 主体思想においては、人民大衆の観点から事物を俯瞰し、人民大衆の要求に合うかどうかによって、美しいか否かが決定される。
。

### 社会主義的写実主義
社会主義的写実主義とは、可能な限り忠実に現実を再現せよという思想を意味する。 これは、社会で写実的なことを捜し出すということである。 北朝鮮はさらに一歩進んで、主体写実主義がこの時代の唯一の創作方法だとする。 北朝鮮によれば、今この時代は人民大衆が歴史の主人である主体時代であるため、主体的な観点で社会を見る主体写実主義が唯一だという。主体思想が芸術に受容されたということは、主体思想の核心である首領を中心に置いて、これを芸術的に具現するということを意味する。 時代が主体の時代になった以上、すべての問題を主体によって解き、解決しなければならないということを意味する。 特に、人民大衆が社会的主体として乗り出すための絶対条件として「労働階級の革命領袖」である首領を芸術的にどのように形づくるかという問題が核心となる。

### 典型
社会主義的写実主義創作方法で強調される典型とは、「個別性を通じて普遍的社会的意義を持った一般的で本質的なものを見せること」であり、一定の階級・集団の共通した本質的特性を文学作品の中で個別化された人物に反映することによって、時代の特性を一般化することを意味する。例えば、金持ちの人物が慈悲深い存在として描かれた場合、社会主義創作方法に照らしたとき、間違っているとされる。 金持ちの人物は典型的に偏屈で悪者として描かれるべきであるとされる。

### チョンジャ（種子）論
チョンジャ（종자,種子）論とは、芸術作品の創作を植物の種子に例えたもので、家が言わんとするテーマ意識を盛り込んだ核を植物の種子に見立てたものである。チョンジャ論が初めて提起されたのは、金正日が1973年に発表した『映画芸術論（朝鮮語: 영화예술론）』においてであった。本理論書は、芸術と生活の問題を提起しつつ、「時代と革命の要求に合う趣旨を探求すること」を強調した。

### 速度戦
北朝鮮の文化芸術創作で強調される速度戦は、単に早い時間内に作品を創作することを意味するのではなく、芸術と内容性が担保された水準の高い作品を最大限早く創作することを意味する。 文化芸術家にとっては、芸術的創造力とともに、党の政策や方針を人民に迅速に伝え、党の政策に従うようにすることができるよう、核心を選り分ける能力が何より重要とされる。この速度戦をうまく行えるかどうかという問題は、作家にかかっている。その理由は「文学芸術創作で成果の秘訣は時間にあるのではなく、創作家の高い思想と情熱にある。思想が発動され、創作意欲が燃え上がれば、いかなる難しい創作課題も短期間で解決できる」と考えるためである。

## 文学・芸術
朝鮮民主主義人民共和国における文学・芸術を総括する団体として、朝鮮文学芸術総同盟がある。
文学芸術人を単一組織として統制するための組織化事業は朝鮮半島北部における政権発足時から行われてきた。朝鮮文学芸術総同盟は1946年3月25日「北朝鮮芸術総連盟」として発足し、1951年3月10日には、朝鮮半島南部から越北してきた芸術人を吸収して「朝鮮文学芸術同盟」に改編された。以後1953年9月、南労党系粛清と共に解体したが、1961年3月現在の「朝鮮文学芸術総同盟(文芸総)」に再組織された。
文芸総に所属する芸術団体には、朝鮮作家同盟、朝鮮美術家同盟、朝鮮音楽家同盟、朝鮮映画人同盟、朝鮮演劇人同盟、朝鮮舞踊家同盟、朝鮮写真家同盟など7つの同盟団体がある。各同盟の傘下には分科委員会が構成されており、各市・都に文芸総市・道委員会と部門別同盟市・道委員会が組織されている。
北朝鮮のすべての作家、芸術家たちは義務的に文芸総とその傘下同盟に加入している。文芸総の任務は次の通りである。
- ①党の路線と政策貫徹のための文学芸術の決定及び指導
- ②作家、芸術人に対する教養事業の実施
- ③文学・芸術の大衆的発展
- ④作家、芸術人に対する創作事業指導
- ⑤作家、芸術人の登用及び脱退決定

### 文学
金日成国家主席（首領）が朝鮮民主主義人民共和国の「革命と建設」の過程で占める位置や役割を描いた文学芸術作品を「首領形象文学」という。首領の偉大性を強調した文学作品は建国初期から創作されてきたが、千里馬運動推進期には抗日パルチザン出身者が北朝鮮指導部を掌握し、抗日革命が「朝鮮民主主義人民共和国の起源たる偉大な過去」に格上げされ、首領に対する集中的な形象化や偶像化が進んだ。
北朝鮮の社会主義リアリズム文学理論には、「無葛藤性理論（무갈등성리론）」がある。この理論は1930年代、ソ連でスターリン主義が強化される過程で登場したものである。北朝鮮の文学も一定の影響を受けたと考えられるが、北朝鮮がこの理論を受けいれる過程では論争もあり、無分別に本理論が適用されたわけではない。この理論においては、社会主義社会である北朝鮮には葛藤は存在しないはずであり、たとえ存在するとしても、資本主義社会を描いた文学における葛藤のように敵対的なものではなく労働者内部に存在する旧時代的なものとの葛藤であるため、非敵対的な性質を持つとされた。 この非敵対的葛藤の解決は、闘争ではなく教養と説得によってなされる。ここからさらに一歩進めば、肯定的なこと、新しいことが支配的な席を占めた社会主義の現実を描いた作品では、葛藤の設定が必ずしも必要ないという見解、すなわち文字通りの無葛藤性理論につながることになる。 このような無葛藤性理論が適用される唯一の対象は「偉大な首領」の徳性を称賛する文芸作品（首領形象文学）に限られる。
他方では歴史文学や、社会主義写実主義に関する文学、外国文学があるが、歴史文学を代表する人物は洪命熹と、その孫ホン・ソクジュンである。洪命熹の作品である「林巨正」は朝鮮前期の盗賊である林巨正を描いた歴史的長編小説である。この作品は映画化され、韓国でも知られている。「甲午農民戦争」も帝国主義に対抗して闘争した全琫準の一代記を描いたものだが、この作品も高い評価を受けているという。 ホン・ソクジュンは洪命熹の孫で、彼もやはり朝鮮民主主義人民共和国文学の誇りである。
外国小説としては中国小説とロシア小説が翻訳されて出版されている。 詩人にはチョ・ギチョン、ペク・ハ、シン・フングクなどがおり、チョ・ギチョンは詩「白頭山」と「口笛（휘파람）」で有名である。 朝鮮民主主義人民共和国の新興詩人シン・フングクは、旧正月の風景を描写した詩で知られる。

### 映画
北朝鮮では、映画は強い訴求力と伝播力のあるジャンルとして認識され、早くから大衆教養と宣伝のための重要な分野として注目された。北朝鮮において映画は、人民に党の政策と方向を知らせ、これを通じて共産主義的人間型にする最も強力な武器の一つであり、人民を革命化、労働階級化、共産主義化するための人民教養、社会教育の手段と評価されている。
北朝鮮の映画は、芸術映画、記録映画、科学映画、児童映画に大別される。
芸術映画は「人間とその生活を、人物の言葉と行動を通じて形象的に反映する映画の一種」とされており、娯楽性よりも教養、宣伝扇動といったテーマ性が強い。
記録映画はドキュメンタリー形式の映画であり、主に最高指導者である金日成や金正日による指導、海外歴訪、各種政治行事や建設現場の様子、外国国賓訪問、英雄称号授与記録などを主題とする。
科学映画は、科学技術知識の普及・大衆化のための目的で作られた映画で「科学技術と生産方法および法則と原理を、興味深く、分かりやすく見せる」ことで人民の生活を改善することに目的がある。
児童映画は、児童を対象に作られた映画であり、大半がアニメーション作品である。

### 音楽
北朝鮮は自らを「歌にあふれた国、歌で苦難を乗り越える国」と宣伝している。
北朝鮮には「音楽政治」という言葉がある。 これは、金正日総書記の「生まれつきの芸術的才能」をもとに「銃隊と音楽」を結合した「先軍時代」の独特な政治方式として、大々的に宣伝された用語である。 類語で「歌政治」、「先軍音楽政治」とも言う。 
北朝鮮で音楽が注目される理由は、民族性と日常性である。 民族性とは、音楽が他の芸術ジャンルと異なり、最も民族的な色彩がよく表れる芸術ジャンルだという意味である。音楽の日常性とは、生活の中で最も簡単で気楽に接することができるジャンルだという意味である。
先軍政治を追求した金正日総書記時代にも、銀河水管弦楽団や旺載山軽音楽団などによる大衆公演は、指導者の地位を高める手段となっていた。金正恩委員長体制に入ると、牡丹峰楽団が創立された。
音楽とは、社会主義思想を芸術の中に効果的に表現することを基本前提として、「人民的な我々式の音楽（主体音楽）を発展させる」という大原則が定められている。 以後、北朝鮮の音楽は「社会主義の内容を盛り込んだ人民的な我々式の音楽」創作原則が厳格に守られている。 人民的な原則とは大衆性、通俗性を意味する。 ここでの通俗性とは、革命的内容を歌詞にしながらも人民が簡単に鑑賞できるように内容と表現、形態が容易な人民性に基づいた歌、すなわち「内容が革命的」であり、「形式が人民的」な主体音楽を意味する。 これは「広範囲な大衆の理解を考慮した」音楽とみなすことができる。
北朝鮮では、単位ごとに歌が上手な人を選んで歌の普及員に任命し、小昼に簡単に歌を歌えるよう、歌の手帳を持参することを強調しつつ、ときに小昼に歌の競演を行うことで、常時的に歌を普及させて歌えるようにしている。 常時的な歌謡普及事業と共に「全国勤労者たちの歌の競演」等の行事を通じて歌を生産現場、日常生活と結合させている。
公演団体としては普天堡電子楽団、旺載山軽音楽団、朝鮮人民軍功勲国家合唱団、朝鮮人民軍軍楽団、朝鮮人民軍軍楽団、朝鮮国立交響楽団などが存在する。 
普天堡電子楽団が演奏した曲のうち「また会いましょう（다시 만납시다）」、「わが民族が一番だ（우리 민족 제일일세）」、「お会いできて嬉しいです（반갑습니다）」は、「朝鮮民族第一主義」の原則をもとに作られた歌であり、李京淑が歌唱を担当した。「雁の群れが飛ぶ（기러기떼 날으네）」、「運命の分かれ道（운명의 갈림길）」という歌は、朝鮮芸術映画「民族と運命」のテーマ曲である。 この他に革命歌謡として「赤旗歌」、「総動員歌」等がある。大韓民国で「実尾島」という映画が作られた際、「赤旗歌」がBGMとして使われていたが、この映画を製作した監督が国家保安法違反になるという騒動があった。 
旺載山軽音楽団で演奏する音楽は、既存の曲を電子楽器で演奏したものが多い。 代表的な作品として「遊撃隊の馬ぞり走る（유격대말파리 달리네）」、「統一アリラン（통일아리랑）」、民謡「海の歌」がある。 
「金日成将軍の歌」や「金正日将軍の歌」、抗日闘争を素材にした革命歌劇「血の海（피바다）」などが有名である。 また、大韓民国の大衆歌謡を、金正日総書記を称える歌に変えて歌うこともある。
平壌直轄市には、東アジアを代表する作曲家尹伊桑の音楽を研究するために設立された「尹伊桑音楽研究所」がある。
朝鮮民主主義人民共和国の歌は、革命歌曲や政策宣伝に関する歌が多いが、かなり叙情的な歌も存在する。 

## 文化遺産
北朝鮮は2012年8月に非物質文化遺産保護産業行政機構（비물질문화유산보호산업 행정기구）を発足させた。 以後、中央と各道、市(区域)、郡に至るまで非常設民族遺産保護委員会（비상설민족유산보호위원회）が組織され、発掘考証と審議評価事業が定期的に行われており、現在まで100ヶ余りの対象が発掘·収集され、国家および地方の非物質文化遺産に登録された。
2018年、北朝鮮はアリラン、キムチ、シルムの3つの世界無形文化遺産を保有することとなった。 このうちシルムは南北共同登録である。 共同登録されたシルムの公式名称は「シルム、コリアの伝統レスリング(Traditional Korean Wrestling、Ssirum/Ssireum)」である。 ただし、南北のシルムには相違点が存在する。 韓国と異なり、北朝鮮ではシルムをする時に上着を着るほか、土の上ではなくマットの上で競技が行われる。 また、試合開始前に立った姿勢でいるという点が異なる。
平壌直轄市と南浦市（平安南道）には、UNESCOの世界遺産リストに登録された高句麗古墳群がある。 この遺跡は、2004年7月ユネスコ世界遺産委員会（WHC）で、朝鮮民主主義人民共和国初の世界遺産として登録された。高句麗古墳群は、鮮やかな壁画古墳を含む63基の古墳で、壁画は、日本の高松塚古墳やキトラ古墳壁画にも影響を与えたとされている。